# Rzeczki (Tenczynek)
Rzeczki – najbardziej wysunięta na wschód część wsi Tenczynek w Polsce, położona w województwie małopolskim, w powiecie krakowskim, w gminie Krzeszowice.
W latach 1975–1998 Rzeczki administracyjnie należały do województwa krakowskiego.
Położona przy drodze powiatowej 2121K – do kamieniołomu Niedźwiedzia Góra i dawnej Kopalni Krystyna w części wsi Niedźwiedzia Góra.
Na zachodzie Rzeczek znajduje się wzniesienie Grzbietu Tenczyńskiego o nazwie Ponetlica, a na wschodzie Ułańskie Zdrowie. Po wschodniej stronie Rzeczek położona jest bocznica kolejowa, która prowadzi z krzeszowickiej stacji kolejowej do kamieniołomu w Zalasie. Koło niej znajdują się stawy pod jedną nazwą tzw. Staw Papki (obok Bramy Zwierzynieckiej). Od strony północno-wschodniej graniczy z Gwoźdźcem należącym obecnie do Krzeszowic.

## Zabytki
Obiekty wpisane do rejestru zabytków nieruchomych województwa małopolskiego.
- Willa Eliza w Tenczynku
- Brama Zwierzyniecka

## Pomniki przyrody
- dwie topole czarne – rosnące przy czerwonym szlaku turystycznym, obok ul. Zwierzyniecka – przy skrzyżowaniu z ul. Daszyńskiego biegnącą od krzeszowickiej stacji kolejowej. Pomnik utworzono 1 sierpnia 1969 roku. W 2018 r. topole zostały wycięte.